# Préguillac

Préguillac este o comună în departamentul Charente-Maritime, Franța. În 1 ianuarie 2022 avea o populație de 438 de locuitori.